# Ашраф Алі-хан
Сейд Ашраф Алі-хан Бахадур (бенг. আশরাফ আলী খান, 1759 - 24 березня 1774) - 10-й наваб Бенгалії, Біхіра й Орісси 10 березня 1770 - 24 березня 1774, четвертий син Мир Джафара.

## Життєпис
Народився у 1750-х. Четвертий син Мір Джафара (бл. 1691-1765), наваба Бенгалії (1757-1760, 1763-1765). Його матір'ю була Рахат-ун-Ніса Бегум. Він був усиновлений своєю тіткою, Нафісат-ун-Нісою Бегум Сахібой (Манджхлі Бегум).
10 березня 1770 після смерті свого старшого брата, Наджабата Алі-хана (1750-1770), 9-го наваба Бенгалії (1766-1770), який не мав дітей, Ашраф Алі-хан Бахадур був проголошений новим навабом Бенгалії, Біхара та Охара. Коронований у форті Муршидабад 21 березня 1770.
Але незабаром він помер від віспи у форті Муршидабад 24 березня 1770. Похований на цвинтарі Джафаргандж у Муршидабаді.
Був одружений з Навабом Сакіном Бегум Сахіб, від шлюбу з якою у нього був один син і три дочки:
- Наваб Шаріф-уд-Дін Алі-хан Бахадур (? - Липень 1826)
- Ашраф-ун-Ніса Бегум Сахіба
- Наваб Ядігар Бегум Сахіба
- Наваб Діл Джан Бегум Сахіба
- Наваб Піара Джан Бегум Сахіба.